# Hydyne
Hydyne è una miscela composta per il 60% da dimetilidrazina asimmetrica (UDMH) e dal 40% di dietilentriammina (DETA), sviluppata nel 1957 dalla Rocketdyne per l'uso in razzi a combustibile liquido Hydyne è stato utilizzato come carburante per il primo stadio del razzo Juno I che ha lanciato Explorer 1, il primo lancio satellitare di successo condotto dagli Stati Uniti.

## Storia
Nel 1955 Wernher von Braun, impiegato dell'esercito degli Stati Uniti, calcolò che il suo razzo Redstone avrebbe potuto lanciare un satellite in orbita se le sue prestazioni fossero state migliorate. Un contratto per lo sviluppo di un propellente più potente è stato assegnato al costruttore del palco principale della Redstone, la Rocketdyne. Il contratto prevedeva la sostituzione del carburante PGM-11 Redstone (che includeva il 25% di acqua e il 75% di alcol etilico) con un composto che avrebbe aumentato le prestazioni del razzo di almeno l'8%. Mary Sherman Morgan è stata incaricata di dirigere un piccolo team di ingegneri per trovare una soluzione
.
I razzi Jupiter-C e Juno I utilizzavano gli stessi motori del primo stadio del missile, ma necessitavano di più spinta a causa delle maggiori dimensioni del carico utile. Con l'uso dell'Hydyne di nuova concezione, composto da una miscela di 60% dimetilidrazina asimmetrica (UDMH) e 40% dietilentriamina (DETA), i motori Jupiter-C e Juno I ottennero un aumento del 12% della spinta e un più elevato impulso specifico. Il carburante risultante era più potente dell'alcol, ma anche più tossico. Il primo volo di ricerca e sviluppo di Redstone con motore Hydyne ebbe luogo il 29 novembre 1956. Dopo due lanci di Jupiter C e sei Juno I, compreso il lancio del primo satellite americano, Explorer I), Hydyne è stata interrotta a favore di combustibili più performanti. 

## Nome non ufficiale
"Bagel" era il nome stravagante suggerito da Morgan, che ha progettato la combinazione di propellenti Hydyne-LOX (ossigeno liquido) utilizzata dall'aviazione nordamericana nei loro primi progetti di missili statunitensi dell'incombente corsa allo spazio. Morgan era considerata una pioniera della missilistica poiché era l'unica analista tecnica donna impiegata dalla NAA a Downey, in California. Morgansuggerì di chiamare il suo nuovo carburante "Bagel", consentendo alla combinazione di propellenti Redstone di essere poi chiamata "Bagel e LOX" (un ironico riferimento al salmone in salamoia, lox, che viene servito con bagel e crema di formaggio) Tale nome non su accettato e l'esercito degli Stati Uniti scelse "Hydyne".

## Cultura popolare
La creazione di Hydyne è stata drammatizzata in un'opera teatrale intitolata Rocket Girl, che racconta la storia romanzata di Mary Sherman Morgan. La commedia è stata scritta dal figlio di Morgan, George D. Morgan ed è andata in onda al California Institute of Technology nel novembre 2008, La storia è raccontata anche nel romanzo di fiction storica Rocket Girl: The Story of Mary Sherman Morgan, America's First Female Rocket Scientist anch'esso di George D. Morgan.